# مارسيلينو إلينا
مارسيلينو إلينا (بالإسبانية: Marcelino Elena) (26 سبتمبر 1971 بخيخون في إسبانيا - ) هو لاعب كرة قدم إسباني في مركز الدفاع. شارك مع منتخب إسبانيا لكرة القدم. أما مع النوادي، فقد لعب مع بوليديبورتيفو إيخيذو وريال سبورتينغ خيخون وريال مايوركا وسبورتينغ خيخون ب ونيوكاسل يونايتد.

## وصلات خارجية
- مارسيلينو إلينا على موقع قاعدة بيانات كرة القدم.إي يو (الإنجليزية)
- مارسيلينو إلينا على موقع ناشيونال فوتبول تيمز (الإنجليزية)
- مارسيلينو إلينا على موقع Soccerbase.com (لاعب) (الإنجليزية)
- مارسيلينو إلينا على موقع عالم كرة القدم.نت (الإنجليزية)